# Bobby Booth
Robert „Booby“ Booth (* 22. Mai 1892 in West Hartlepool, County Durham; † 1. Quartal 1974 in Lancaster) war ein englischer Fußballspieler, der in der English Football League insgesamt 199 Spiele für den FC Blackpool, Birmingham City, Southend United, Swansea Town, Merthyr Town und den AFC New Brighton absolvierte und als Flügelstürmer spielte.

## Karriere
Bobby Booth begann seine Fußballkarriere bei Spennymoor United, bevor er im Mai 1912 zum Zweitligisten FC Blackpool wechselte. In den drei Spielzeiten vor sowie einer Saison nach dem Ersten Weltkrieg bestritt Booth 102 Spiele in der Football League, bevor er im Mai 1920 zu Birmingham City wechselte. Er wurde als „sehr ruhiger, harter Arbeiter, der sich nie aus der Ruhe bringen lässt“ beschrieben und kam in seiner ersten Saison, an deren Ende der Verein aufstieg, sechsmal zum Einsatz. Booth spielte zweimal in der First Division, verließ den Verein aber am Ende der Saison. Er begab sich auf eine Tournee durch die Third Division und verbrachte kurze Zeit bei Southend United, Swansea Town, Merthyr Town und dem AFC New Brighton. Bis zu seinem Karriereende 1928 folgten weitere Stationen beim FC Fleetwood, Skelmersdale United und Peasley Cross Athletic.